# 瓦瑟弗卢厄山
47°25′57″N 8°1′15″E / 47.43250°N 8.02083°E

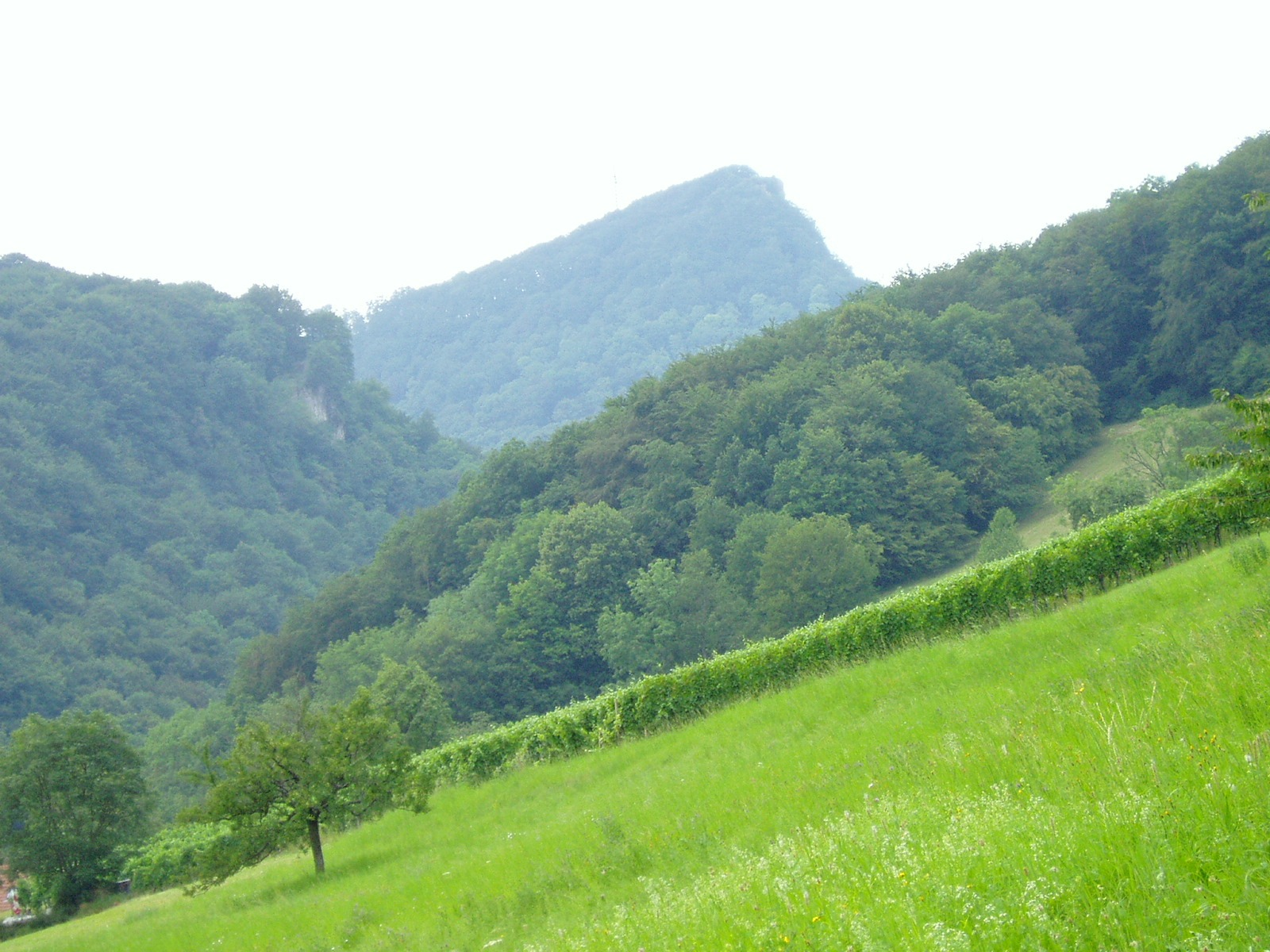

瓦瑟弗盧厄山（德語：Wasserflue，發音：[ˈvasərˌfluːɛ]）是瑞士的山峰，位於該國北部阿爾高州，處於屈蒂根和奥伯霍夫接壤的邊界，屬於汝拉山的一部分，距離施特里厄山2.4公里，海拔高度866米。